# Vuelta a Castilla y León 2015
La Vuelta a Castilla y León 2015, trentesima edizione della corsa, si svolse dal 17 al 19 aprile su un percorso di 535 km ripartiti in 3 tappe, con partenza a Avila e arrivo a Alto de Lubian. Fu vinta dal francese Pierre Rolland della Team Europcar davanti agli spagnoli Beñat Intxausti e Igor Antón.

## Tappe
| Tappa  | Data      | Percorso                    | km    | Vincitore di tappa | Leader cl. generale |
| ------ | --------- | --------------------------- | ----- | ------------------ | ------------------- |
| 1ª     | 17 aprile | Avila > Alba de Tormes      | 147,4 | Pello Bilbao       | Pello Bilbao        |
| 2ª     | 18 aprile | A Guarda > Fuentes de Oñoro | 208   | Sergei Shilov      | Carlos Barbero      |
| 3ª     | 19 aprile | Zamora > Alto de Lubian     | 179,2 | Pierre Rolland     | Pierre Rolland      |
| Totale | Totale    | Totale                      | 535   |                    |                     |

## Dettagli delle tappe

### 1ª tappa
- 17 aprile: Avila > Alba de Tormes – 147,4 km

| Pos. | Corridore      | Squadra       | Tempo    |
| ---- | -------------- | ------------- | -------- |
| 1    | Pello Bilbao   | Caja Rural    | 3h35'19" |
| 2    | Enrique Sanz   | Movistar Team | s.t.     |
| 3    | Carlos Barbero | Caja Rural    | s.t.     |

| Pos. | Corridore      | Squadra       | Tempo    |
| ---- | -------------- | ------------- | -------- |
| 1    | Pello Bilbao   | Caja Rural    | 3h35'09" |
| 2    | Enrique Sanz   | Movistar Team | a 4"     |
| 3    | Carlos Barbero | Caja Rural    | a 6"     |

### 2ª tappa
- 18 aprile: A Guarda > Fuentes de Oñoro – 208 km

| Pos. | Corridore            | Squadra    | Tempo    |
| ---- | -------------------- | ---------- | -------- |
| 1    | Sergei Shilov        | Lokosphinx | 5h04'52" |
| 2    | Carlos Barbero       | Caja Rural | s.t.     |
| 3    | Miguel Ángel Rubiano | Colombia   | s.t.     |

| Pos. | Corridore            | Squadra    | Tempo    |
| ---- | -------------------- | ---------- | -------- |
| 1    | Carlos Barbero       | Caja Rural | 8h40'01" |
| 2    | Pello Bilbao         | Caja Rural | s.t.     |
| 3    | Miguel Ángel Rubiano | Colombia   | a 6"     |

### 3ª tappa
- 19 aprile: Zamora > Alto de Lubian – 179,2 km

| Pos. | Corridore       | Squadra       | Tempo    |
| ---- | --------------- | ------------- | -------- |
| 1    | Pierre Rolland  | Europcar      | 4h38'35" |
| 2    | Beñat Intxausti | Movistar Team | a 12"    |
| 3    | Igor Antón      | Movistar Team | a 18"    |

| Pos. | Corridore       | Squadra       | Tempo     |
| ---- | --------------- | ------------- | --------- |
| 1    | Pierre Rolland  | Europcar      | 13h18'36" |
| 2    | Beñat Intxausti | Movistar Team | a 16"     |
| 3    | Igor Antón      | Movistar Team | a 24"     |

## Classifiche finali

### Classifica generale
| Pos. | Corridore         | Squadra                        | Tempo     |
| ---- | ----------------- | ------------------------------ | --------- |
| 1    | Pierre Rolland    | Team Europcar                  | 13h18'36" |
| 2    | Beñat Intxausti   | Movistar Team                  | a 16"     |
| 3    | Igor Antón        | Movistar Team                  | a 24"     |
| 4    | Pello Bilbao      | Caja Rural-Seguros RGA         | a 47"     |
| 5    | Delio Fernández   | W52-Quinta da Lixa             | a 57"     |
| 6    | Romain Sicard     | Team Europcar                  | s.t.      |
| 7    | Javier Moreno     | Movistar Team                  | a 1'07"   |
| 8    | Rodolfo Torres    | Colombia                       | a 1'27"   |
| 9    | Alejandro Marque  | Efapel                         | a 1'39"   |
| 10   | Francisco Mancebo | Skydive Dubai Pro Cycling Team | a 1'49"   |